# TOI 1338
TOI 1338 es un sistema estelar binario ubicado en la constelación de Pictor, a unos 1320 años luz de la Tierra. Fue descubierto por el Satélite de reconocimiento de exoplanetas en tránsito (TESS) y está orbitado por el planeta circumbinario TOI 1338 b.

## Nomenclatura e historia
El acrónimo (en inglés) TOI significa "Objetos de interés TESS". El planeta fue encontrado por Wolf Cukier, un estudiante de secundaria, que se unió al Centro de Vuelo Espacial Goddard como pasante de verano. Miró a través de curvas de luz que fueron marcadas como binarios eclipsantes por voluntarios del proyecto de ciencia ciudadana Planet Hunters. Cukier y seis de los voluntarios cazadores de planetas son coautores de la publicación.
En febrero de 2021, se juntaron más de 90 000 firmas en una petición para rendir homenaje a la fallecida música y productora musical Sophie, quien falleció el 30 de enero de 2021, la cual pedía que el planeta TOI 1338 b en el sistema se llamara SOPHIE.

## El binario estelar
TOI 1338 es un sistema binario espectroscópico de una sola línea, que consta de una estrella F8 y una enana roja de tipo espectral M. El sistema tiene una antigüedad de 4400 millones de años. Las dos estrellas con masas de 1,13 y 0,313 M giran una alrededor de la otra cada 14,6 días. La enana roja es aproximadamente nueve magnitudes más débil que la estrella primaria y no se puede detectar en el espectro.
La órbita de las dos estrellas está inclinada a 89,7° y se pueden observar tanto eclipses primarios como secundarios, aunque los cambios de brillo son muy pequeños. El eclipse primario ocurre cuando la estrella primaria más caliente es parcialmente oculta por la secundaria más fría. Dura unas cinco horas y el brillo disminuye aproximadamente un 4 %. Los eclipses secundarios ocurren cuando la estrella más fría es oculta por la estrella más caliente. También duran unas cinco horas, pero el brillo cae menos de la mitad del por ciento.

## Sistema planetario
El planeta TOI 1338b del tamaño de Saturno tiene una órbita que está dentro de ~ 1 ° coplanar con el binario, esto significa que la órbita del binario y la órbita del planeta están en el mismo plano. El giro de la estrella primaria también se alinea con las órbitas de la binaria y el planeta ( ángulo de giro-órbita (oblicuidad de la eclíptica β = 2.8±17.1 °). Esta es la segunda vez que se mide el efecto Rossiter-McLaughlin para una estrella que alberga un planeta circumbinario. Kepler-16 fue el primer sistema con tal medida. La medición de la alineación para TOI 1338 sugiere que el planeta se formó a partir de un solo disco circumbinario.